# Huitrón
Huitrón es una localidad del estado mexicano de Durango. Es parte del municipio de Gómez Palacio.

## Demografía
| Gráfica de evolución demográfica |
|                                  |

| Censo | Población |
| ----- | --------- |
| 1910  | 401       |
| 1921  | 377       |
| 1930  | 294       |
| 1940  | 241       |
| 1950  | 630       |
| 1960  | 752       |
| 1970  | 943       |
| 1980  | 939       |
| 1990  | 1 195     |
| 2000  | 1 269     |
| 2010  | 1 511     |
| 2020  | 1 642     |